# Lliga turca de bàsquet
La lliga turca de basquetbol (en turc Türkiye 1. Basketbol Ligi (TBL)) és la màxima competició basquetbolística de Turquia.

## Història
El primer partit de basquetbol disputat a Turquia fou al Robert College d'Istanbul el 1904. Galatasaray Lisesi fou el primer club, format el 1911. El següent club fou el Fenerbahçe SK el 1913. La primera lliga no oficial es creà a Istanbul el 1927 i la primera lliga regional oficial esdevingué el 1933. Fou el 1946 l'any en què s'iniciaren els primers campionats entre clubs d'Istanbul, Ankara i Esmirna. Finalment, la lliga turca de basquetbol es creà el 1969, per la Federació Turca de Basquetbol.

## Sistema de competició
La lliga consta de 16 equips que juguen una fase regular de partits a doble volta. Els 8 primers classificats accedeixen a la ronda de play-offs que decideixen el guanyador final de la competició. Els dos últims classificats descendeixen automàticament a la segona divisió, ascendint els dos primers d'aquesta, mentre que els classificats en tercera i quarta posició promocionen amb els dos últims equips no descendits de primera.

## Historial
| - 1967: Altınordu Izmir - 1968: Istanbul TÜ - 1969: Galatasaray SK - 1970: Istanbul TÜ - 1971: Istanbul TÜ - 1972: Istanbul TÜ - 1973: Istanbul TÜ - 1974: Muhafizguçu Ankara - 1975: Besiktas JK - 1976: Eczacibasi Istanbul - 1977: Eczacibasi Istanbul - 1978: Eczacibasi Istanbul - 1979: Efes Pilsen Istanbul - 1980: Eczacibasi Istanbul - 1981: Eczacibasi Istanbul - 1982: Eczacibasi Istanbul - 1983: Efes Pilsen Istanbul - 1984: Efes Pilsen Istanbul - 1985: Galatasaray SK - 1986: Galatasaray SK |  | - 1987: Karsiyaka Izmir - 1988: Eczacibasi Istanbul - 1989: Eczacibasi Istanbul - 1990: Galatasaray SK - 1991: Fenerbahçe SK - 1992: Efes Pilsen Istanbul - 1993: Efes Pilsen Istanbul - 1994: Efes Pilsen Istanbul - 1995: Ülkerspor - 1996: Efes Pilsen Istanbul - 1997: Efes Pilsen Istanbul - 1998: Ülkerspor - 1999: Tofas Bursa - 2000: Tofas Bursa - 2001: Ülkerspor - 2002: Efes Pilsen Istanbul - 2003: Efes Pilsen Istanbul - 2004: Efes Pilsen Istanbul - 2005: Efes Pilsen Istanbul - 2006: Ülkerspor |  | - 2007: Fenerbahçe Ülker - 2008: Fenerbahçe Ülker - 2009: Efes Pilsen Istanbul - 2010: Fenerbahçe Ülker - 2011: Fenerbahçe Ülker - 2012: Beşiktaş JK - 2013: Galatasaray SK - 2014: Fenerbahçe Ülker - 2015: Pinar Karsiyaka - 2016: Fenerbahçe Ülker - 2017: Fenerbahçe Ülker - 2018: Fenerbahçe Ülker - 2019: Efes Pilsen Istanbul - 2020: Sense campió - 2021: - 2022: - 2023: Efes Pilsen Istanbul |

## Palmarès
- Efes Pilsen Istanbul: 15 títols
- Fenerbahçe Ülker: 9 títols
- Eczacibasi Istanbul: 8 títols
- Istanbul TÜ: 5 títols
- Galatasaray SK: 5 títols
- Ulkerspor: 4 títols
- Tofas Bursa: 2 títols
- Besiktas JK: 2 títols
- Pinar Karsiyaka: 2 títols
- Altinordu FK: 1 títol
- Muhafizguçu Ankara: 1 títol